# Sant Mateu de Sant Jordi Desvalls
Sant Mateu de Sant Jordi Desvalls és una església de Sant Jordi Desvalls (Gironès) inclosa a l'Inventari del Patrimoni Arquitectònic de Catalunya.

## Descripció
És una petita capella de planta rectangular acabada en un absis semicircular, a nivell més baix, a la capçalera i teulada a doble vessant coberta de teula. Els murs no presenten cap obertura i tenen tres contraforts a cada banda, col·locats amb posterioritat, segurament degut als terratrèmols del segle xv. Façana d'estructura simple amb una porta de mig punt dovellada a sobre de la qual hi ha una finestra rectangular. Està rematada per una petita creu de ferro. A l'absis hi ha una finestreta rectangular.

## Història
Documentada al segle xiv. Es conserva l'ara màxima romànica. També s'ha trobat una lipsanoteca de fusta del segle XI-XII i una imatge de la Mare de Déu en alabastre del segle xvi procedent d'aquesta capella i que ara es conserva a la casa Thomas.